# افسانه رونترا
«افسانه رونترا» (انگلیسی: Legends of Runeterra) یک بازی ویدئویی در سبک card battle video game است که توسط Taiwan Mobile و در سال ۲۰۲۰ و در پلت‌فرم‌های آی‌اواس، اندروید، و مایکروسافت ویندوز منتشر شده‌است.